# DARC
ダルク（英: DARC、drug addiction rehabilitation center）とは薬物依存者の薬物依存症からの回復と社会復帰支援を目的とした回復支援施設である。（薬物依存症者アルコール依存症など薬物依存症問題のある人の為の回復施設として活動している。）

## 概要
ダルクは一般的な組織にみられるピラミッド構造と異なり、それぞれが独立してフラットな連携を持つ民間薬物依存症治療施設である。ダルクで回復した薬物依存者が、新たな支援者とともに各地でダルクを立ち上げてきた。運営方針や活動内容はそれぞれで取り決め、施設の規模や形態、プログラム等も各々で違っている。各ダルクがそれぞれの地域で、毎日グループ・ミーティングを基本に行い、薬物依存から回復したいと望む仲間の集まる場所となっている。ダルクの目的は、薬物をやめたい仲間の手助けをすることだけである。「どんな薬物依存者でも、プログラムに従って徹底的にやれば必ず回復できる」という希望のメッセージを伝える。という共通のシンプルなテーマを持ち、対等な関係を保ち、決して独断的にならず、カルト化することもなく、それぞれが自由に活動をすることで、結果的に多様性と柔軟性を生み出している。
医療機関、行政機関、司法機関などと連携を取りながら、プログラム（主にグループセラピー、明確なものは特に無い）を1日2～3回程度行う。一日や週間プログラムなどの内容は、各ダルクで異なる。なお通所プログラムもあり、通所の利用料も全国各施設で違いがある。
スタッフと相談しながら本人に合ったプログラムを行うこともある。
また、それぞれのダルクは独自の回復プログラムを有しており、地域性、利用者のアイデンティティに対応したカリキュラムを提供している。
利用費は個々の施設により異なるが、家族負担、生活保護費などが充てられる場合が多い。
リハビリプログラムの期間は、個人差があり本人の回復の早さにより変動する。
信頼できる仲間と安心できる居場所が、回復をサポートする。さらに、回復が進む過程で、援助される側から援助する側としての役割を持つようになり、過去の経験が意味をなして支援する立場になった自分を肯定的に受け入れられるようになる。

## 歴史

### 日本ダルク
元薬物乱用者で執行猶予付きの有罪歴もある近藤恒夫が、アルコール依存症回復施設MAC（メリノール・アルコール・センター）創設者の米国人神父ロイ・アッセンハイマー（1938年 - 2006年、メリノール宣教会）と出会い、MAC職員を経て1985年に西日暮里の一軒家に開設した東京ダルクが最初である。近藤はその後、1994年に沖縄ダルク、1997年に高知ダルク、1998年に日本ダルクを開設した。
設立の動機としては、アルコール依存に特化するあまり、薬物依存に取り組まない組織への反発があった。また「DARC」が英語読みの「ダーク」だと暗いイメージになるため、フランス語を意識して「ダルク」とした。

## 存在する施設

### 日本
- 日本DARC 本部
- 日本DARC スリークォーター・ハウス
- 藤岡DARC
- 群馬DARC
- 千葉DARC
- 館山DARC
- 千葉DARC 九十九里ハウス
- 東京DARC
- 東京DARC セカンド・チャンス
- DARC女性ハウス
- フリッカ・ビーウーマン
- とかちDARC
- 北海道DARC
- 秋田DARC
- 仙台DARC
- 鶴岡DARC
- 磐梯DARC リカバリーハウス
- 栃木DARC 本部
- 栃木DARC 1st Stage Center
- 栃木DARC 2nd Stage Center
- 栃木DARC 3rd Stage Center
- 栃木DARC Community Farm
- 栃木DARC Peaceful Place
- 茨城DARC
- 鹿島DARC
- 埼玉DARC
- 横浜DARC デイケアセンター
- 川崎DARC デイケアセンター
- 相模原DARC
- 山梨DARC
- 長野DARC
- 名古屋DARC
- 岐阜DARC
- 三河DARC
- 三重DARC
- びわこDARC
- 京都DARC
- 木津川DARC
- 大阪DARC
- 高知DARC インパクトハウス
- 九州DARC
- 長崎DARC FUNNY FACTORY
- 長崎DARC FUNNY FARM
- 宮崎DARC
- DARC女性ハウス九州
- 鹿児島DARC
- 大分DARC
- 北九州DARC リカバリーセンター
- 北九州DARC デイケアーセンター
- 沖縄DARC
- 熊本DARC
- 富士五湖DARC
- 板橋DARC
- 静岡DARC
- 神戸DARC